# Mobilfunk-Gateway
Ein Mobilfunk-Gateway oder Mobilfunk-Terminal (GSM/UMTS/CDMA2000-Gateway/Terminal) ist ein Gerät zum stationären Netzabschluss von Mobilfunkanschlüssen, an dem Telefonanlagen, Festnetz-Telefone/Endgeräte oder lokale Rechnernetze betrieben werden können. Wird nur der Anschluss an Rechnernetze zur Verfügung gestellt, spricht man von einem UMTS-Router.

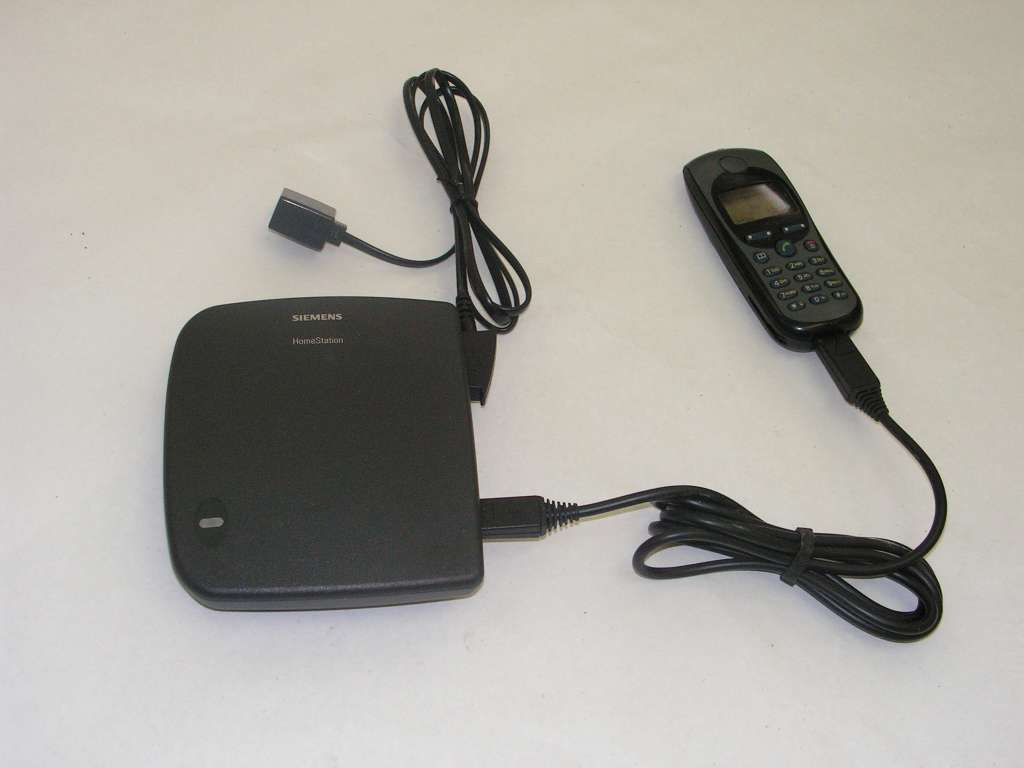
GSM-Gateway Siemens Homestation mit Mobiltelefon Siemens M35i

Mobilfunk-Gateways verfügen über die gleichen Mobilfunkmodule, wie sie in Handys zum Einsatz kommen. Außerdem verfügen die Geräte über aufschraubbare oder externe Antennen. In der Regel lassen sich beliebige SIM-Karten verschiedener Netzbetreiber einsetzen.
Zum Teil wird auch, wie bei einer Freisprecheinrichtung, das vorhandene Mobilfunk-Modul eines Mobiltelefons (also die komplette Mobilstation) von den Gateways mitgenutzt/angesteuert – so zum Beispiel bei den Siemens-Produkten 2phone, Homestation (Koppelung jeweils mittels proprietärer Handy-Schnittstelle) und SX353 (Koppelung über Bluetooth). Vorteil dieser Variante ist, dass damit ohne eine weitere SIM-Karte die mobile und stationäre Mischnutzung eines Mobilfunkanschlusses möglich ist.
Firmen, die diese GSM Gateways einsetzen, nutzen meist embedded Systeme, sog. Appliances, bei denen das Mobilfunkendgerät bereits eingebaut ist. Es handelt sich in der Regel um ein GSM-Modul ohne Display und ohne Tastatur. Bis zu 32 GSM-Module können in ein 19"-Gerät eingebaut sein. Manche Gateways erlauben es darüber hinaus, mehrere SIM-Karten pro GSM-Modul zu verwenden. Dadurch kann automatisch zum jeweils günstigeren Anbieter umgeschaltet werden (beispielsweise im Wechsel zwischen einem Prepaid- und einem Postpaid-Anbieter, um Freiminuten-Kontingente auszunutzen).
Professionelle Gateways erlauben ein Zwei-Stufen-Wahlverfahren. Hier können sich Mobilfunknutzer über einen Anruf einwählen und erhalten einen zweiten Wählton. Daraufhin können sie per Tonwahl die eigentliche Zielnummer eingeben. Dorthin verbindet dann das Gateway über ein anderes GSM-Modul oder über einen Festnetzanschluss. Dieses Callthrough genannte Verfahren wird von mehreren Telekommunikationsfirmen als Dienstleistung angeboten. Leistungsmerkmale, wie sie von den gängigen Telefonvermittlungsstellen her bekannt sind, können in der Regel auch bei Gateways genutzt werden (Makeln, Dreierkonferenz usw.).

## Zielgruppe
- Privatkunden, die zuhause auf den Festnetzanschluss verzichten möchten (insbesondere bei Nutzung von Homezone- oder Flatrate-Tarifen), können mit Mobilfunkgateways ihre vorhandenen stationären Endgeräte (z. B. Festnetztelefone, Faxgeräte, (W)LAN-Rechnernetze) über den Mobilfunkanschluss weiter betreiben. Hierzu vermarktet z. B. Vodafone die „WLAN-EasyBox“ von Astoria oder von Huawei den Router „B970“; O₂ die Surf@Home-Box als UMTS-Router.
- Viele Firmeninhaber schalten aus Gründen der Seriosität oder um den Kunden hohe Anrufkosten zu ersparen, eine Festnetznummer und keine Handynummer als Firmentelefonnummer. Wenn man diese Nummern dann per Telefonanlage oder Netzbetreiber auf das Handy weiterleitet, entstehen schnell hohe Kosten. Um diese zu vermeiden ist es sinnvoll, ein GSM-Gateway zu benutzen.
- Für größere Firmen ist ein GSM-Gateway eine Möglichkeit, zwischen den Mitarbeiterhandys und den Telefonanschlüssen an der Telefonanlage der Firmenniederlassung kostengünstig Gespräche zu führen. Dabei sollten die Mitarbeiterhandys nach Möglichkeit vom gleichen Mobilfunknetzbetreiber sein.
- Ebenso wurde das Umgehen der Zusammenschaltungsentgelte über GSM-Gateways in großem Stil in mehreren europäischen Ländern unter Zuhilfenahme von sogenannten E1-GSM-Gateways (SIM-Box; Gateways für 30 gleichzeitige Gespräche) sehr populär. Dieser Weg, die internationalen Terminierungsentgelte, welche unter Netzbetreibern bezahlt werden, zu drücken, ist in manchen Ländern illegal, in anderen per AGB der Netzbetreiber untersagt. Eine Ausnahmeregelung gilt in Großbritannien. Hier sind GSM-Gateways prinzipiell erlaubt, sofern sie die Netzqualität der Netzbetreiber nicht verschlechtern. Diese Forderung wird von den meisten GSM-Gateways erfüllt.